# Miguel Calero
Miguel Ángel Calero Rodríguez (Ginebra, 1971. április 14. – Mexikóváros, 2012. december 4.) kolumbiai válogatott labdarúgókapus.
A kolumbiai válogatott tagjaként részt vett az 1992. évi nyári olimpiai játékokon, az 1998-as világbajnokságon, az 1991-es, az 1995-ös, az 1997-es, az 1999-es, a 2001-es és a 2007-es Copa Américán illetve a 2000-es CONCACAF-aranykupán.
2012. december 4-én, 41 éves korában hunyt el agyi érkatasztrófa következtében.

## Sikerei, díjai
Deportivo Cali
- Kolumbiai bajnok (1): 1996

Atlético Nacional
- Kolumbiai bajnok (1): 1999

Pachuca
- Mexikói bajnok (4): 2001, 2003 Apertura, 2006 Clausura, 2007 Clausura
- Copa Sudamericana (1): 2006
- CONCACAF-bajnokok ligája (3): 2002, 2007, 2008

Kolumbia
- Copa América győztes (1): 2001